# Reconhecimento molecular

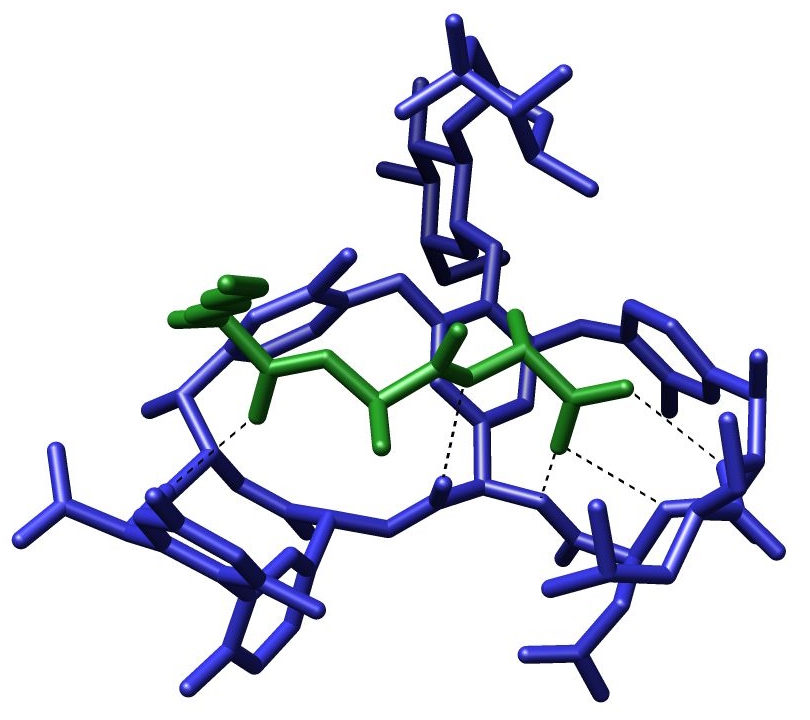
Estrutura cristalina de um curto peptídeo L-Lys-D-Ala-D-Ala (precursor da parede celular bacteriana) ligado ao antibiótico vancomicina através de ligações de hidrogênio

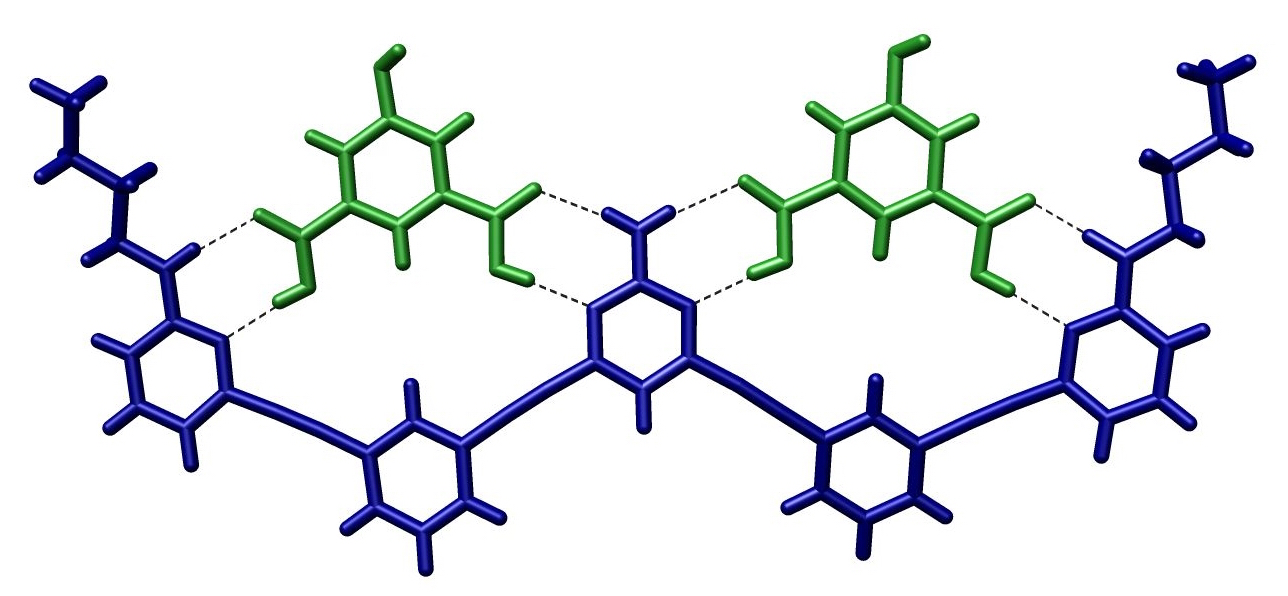
Estrutura cristalina de dois ácidos isoftálicos ligados a uma molécula hospedeira através de ligações de hidrogênio

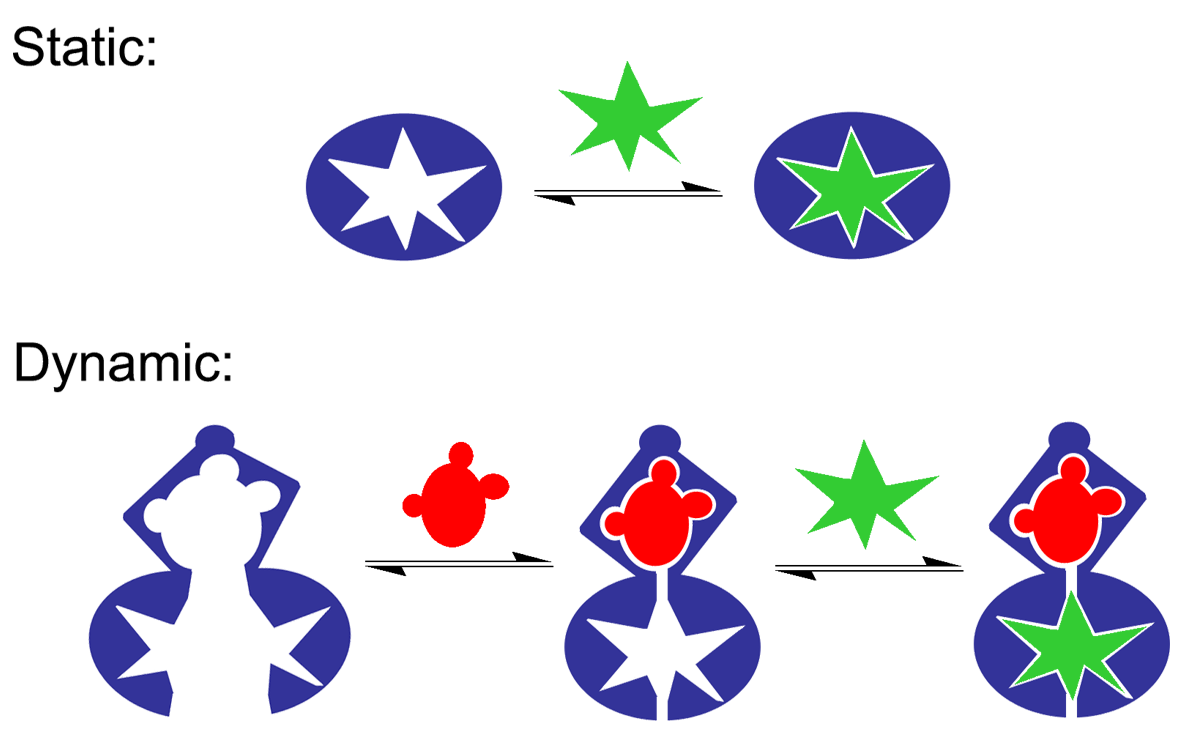
Reconhecimento estático entre um único hóspede e um único local de ligação do hospedeiro. Na ligação de reconhecimento dinâmico, o primeiro convidado no primeiro local de ligação induz uma mudança de conformação que afeta a constante de associação do segundo hóspede no segundo local de ligação. Neste caso, trata-se do sistema alostérico positivo

O termo reconhecimento molecular se refere à interação específica entre duas ou mais moléculas por meio de ligações não covalentes, como ligações de hidrogênio, coordenação de metal, forças hidrofóbicas, forças de Van der Waals, interações π-π, ligações de halogênio ou efeitos de interação ressonante. Além dessas interações diretas, os solventes podem desempenhar um papel indireto dominante na condução do reconhecimento molecular em solução. O hospedeiro e convidado envolvidos no reconhecimento molecular exibem complementaridade molecular. As exceções são recipientes moleculares, incluindo, por exemplo, nanotubos, nos quais os portais essencialmente controlam a seletividade.

## Sistemas biológicos

Um ribossomo é uma máquina biológica que utiliza a dinâmica de proteínas em nanoescalas para traduzir RNA em proteínas

O reconhecimento molecular desempenha um papel importante nos sistemas biológicos e é observado entre receptor-ligante, antígeno-anticorpo, DNA-proteína, açúcar-lectina, RNA-ribossomo, etc. Um exemplo importante de reconhecimento molecular é o antibiótico vancomicina que se liga seletivamente aos peptídeos com terminal D-alanil-D-alanina em células bacterianas através de cinco ligações de hidrogênio. A vancomicina é letal para as bactérias, uma vez que, depois de se ligar a esses peptídeos específicos, eles não podem ser usados para construir a parede celular da bactéria